# Rok smoka
Rok smoka (tytuł oryg. Year of the Dragon) – amerykański film kryminalny z 1985 roku w reżyserii Michaela Cimino, powstały na podstawie powieści Roberta Daleya.

## Fabuła
Pomysł na film wywiedziono z książki Roberta Daleya, byłego paryskiego korespondenta New York Timesa, który powrócił do Stanów Zjednoczonych w 1964 i został mianowany tzw. przedstawicielem komisarza policji (ang. deputy comissioner). Daley utrzymywał w swej książce, że chińskiej mafii należy się obawiać znacznie bardziej niż szeroko znanej, włoskiej.
W nowojorskim Chinatown, dochodzi do serii brutalnych morderstw. Jedną z ofiar jest szef lokalnej mafii Jackie Wong. Wyjaśnieniem zabójstw zajmuje się wzorowy policjant Stanley White (Mickey Rourke), weteran wojny wietnamskiej, z pochodzenia Polak, nienawidzący żółtej rasy, jednak potrafiący dostrzec trud i ofiarność żółtych obywateli USA, budujących w przeszłości potęgę kraju, np. linie kolejowe. Sprzeczności tkwiące w głównym bohaterze wskazują na utożsamienie go z samym reżyserem.

## Obsada
- Mickey Rourke – Stanley White
- John Lone – Joey Tai
- Ariane – Tracy Tzu
- Leonard Termo – Angelo Rizzo
- Raymond J. Barry – Louis Bukowski
- Caroline Kava – Connie White
- Eddie Jones – William McKenna

## Recenzje
Film jest próba zmierzenia się z moralnymi i historycznymi sprzecznościami, jakie występują w społeczeństwie amerykańskim. Film, pozornie rodzajowy (nostalgiczne Chinatown, w większości sztucznie stworzone w atelier), charakteryzuje się znacznie poszerzoną konwencją, większą dynamiką i narracyjnym zamętem, niż inne dzieła tego gatunku. Krytyk Richard Combs stwierdził, że obraz złożony jest ze scen zbyt imponujących jak na zwykły film policyjny, a każda z nich jest również miniaturowym, odrębnym filmikiem, skoncentrowaną energią i konfliktem w kapsułce. Cimino próbuje tu znacząco rozbudować gatunek, tak jak czynił to we Wrotach niebios. Według krytyka był to pierwszy film z nurtu "rambowskiego", ujmujący rozdarcie bohatera w sposób intelektualny.
Francuski krytyk, François Guérif, stwierdził, że "rozpalona" kreacja Mickeya Rourke’a sprawia, iż aktor ten zapisuje się w filmie, ze względu na natchnioną moc swojej gry, jako prawdziwy spadkobierca Marlona Brando. Istota ukazanego w filmie rozdarcia i chaosu jako metafory Ameryki łączy dzieło Cimino z Ojcem Chrzestnym Coppoli. Polski bohater, protagonista reżysera, nie czuł się nigdy w USA zasymilowany, a pobyt w Wietnamie służy mu jedynie jako usprawiedliwienie szaleństwa i przemocy.